# Karolingerne
Karolingerne er en frankisk kongefamilie, hvis medlemmer først havde den faktiske magt i Frankerriget via embedet som major domus. Pipin 3. (den lille) overtog dog den formelle kongeværdighed i 751. Familien var ved magten fra midten af det 7. århundrede til Ludvig 5. den Dovne døde i 987.
Karolingerne kaldes også Pipiniderne (efter Pipin den Ældre, død 640) eller Arnulfingerne (efter Arnulf af Metz, død 640). Pipin den Ældre var morfar til Karl Martells fader, Pipin af Herstal (Pipin - Begga - Pipin - Karl), mens Arnulf af Metz var farfar til faderen (Arnulf - Ansegisel - Pipin - Karl). Karl Martell blev selv farfar til Karl den Store.
Højdepunktet i magt og indflydelse nåede karolingerne med Karl den Store (742/747-814), der blev kronet som den første vestromerske kejser i året 800. På det tidspunkt var der gået næsten 400 år, siden man sidst havde haft en kejser over romerrigets vestlige halvdel.
Forskellige arvedelinger og indbyrdes stridigheder mellem arvingerne fik dog Karls rige til at smuldre efter få generationer, og samtidig svækkede vikingetogter og magyarernes røveriske angreb fra øst riget. Resultatet blev, at karolingernes prestige dalede, og i 987 overtog Hugo Capet kongemagten. Han blev grundlæggeren af den efterfølgende kongeslægt, Capetingerne.

## Navnet
Medens karolingerne regerede, blev de ofte betegnet som efterkommere af Karl den Store, men begrebet karolinger som betegnelse for et slægtskab fandtes endnu ikke. Denne betegnelse blev først introduceret senere, hvorved man tilsyneladene henviste til Karl den stores rolle som forfader til de efterfølgende karolingerkonger. I østfranken forekom betegnelsen Karoli (Karler) først i den anden halvdel af det 12. århundrede gennem historieskriveren Widukind af Corvey; omkring 965 kaldte han Ludvig Barnet, der i 911 døde som den sidste østfrankiske karolingske konge, „ultimus Karolorum apud orientales Francos“, den sidste af karlerne blandt østfrankerne. I Frankrig, hvor karolingernes herredømme endte i 987, betegnede Rigere af Reims kort derefter de foregående konger som "Karler". Derfra afledtes senere de latinske navneforme karlenses, karlingi, karolini og endelig karolingi, hvoraf det danske ord "karolinger" er afledt af.

## Karolingerne ved magten i Frankerriget
Svage merovingerkonger styret af major domus
- Pipin den Ældre (624–640)
- Grimoald den Ældre (643–662)
- Pipin af Herstal (687–714)
- Karl Martell (714–741)
- Karloman (741–747)
- Pipin den lille (741–751)

751 bliver Pipin valgt til konge
- Pipin den lille 751–768
- Karl den Store 768–814 (enehersker fra 771, kejser fra 800)
- Karloman 768–771
- Ludvig den Fromme 814–840

Deling af riget under Ludvigs sønner i 840
- Lothar 1. 840–843 (kejser og indtil 855 hesker over det mellemfrankiske rige)
- Ludvig den Tyske 840–843 (indtil 876 hersker over det østfrankiske rige)
- Karl den Skaldede 840–843 (indtil 877 hersker over det vestfrankiske rige)

Med Traktaten i Verdun i 843 ophører Frankerriget med at eksistere.